# Panzeria puparum
Panzeria puparum là một loài ruồi trong họ Tachinidae.